# Đông Sơn (phường)
Đông Sơn là một phường thuộc tỉnh Thanh Hóa, Việt Nam.
Được thành lập ngày 16 tháng 6 năm 2025 trên cơ sở các xã, phường phía tây của thành phố Thanh Hóa, phường Đông Sơn chính thức hoạt động từ ngày 1 tháng 7 năm 2025.

## Địa lý
Phường Đông Sơn nằm ở trung tâm vùng đồng bằng phía đông của tỉnh Thanh Hóa, trải dài theo quốc lộ 47, có vị trí địa lý:
- Phía bắc giáp phường Đông Tiến và xã Thiệu Trung
- Phía đông giáp phường Hạc Thành
- Phía nam giáp phường Đông Quang và xã Đồng Tiến
- Phía tây giáp các xã Triệu Sơn và An Nông.

Phường Đông Sơn có diện tích tự nhiên 41,71 km², quy mô dân số năm 2024 là 58.950 người, mật độ dân số đạt 1.413 người/km².

## Lịch sử
Địa giới hành chính phường Đông Sơn trước đây vốn là các xã, phường nằm về phía tây của thành phố Thanh Hóa.
Ngày 16 tháng 6 năm 2025, thành phố Thanh Hóa bị giải thể do bỏ cấp huyện; phường Đông Sơn được thành lập theo Nghị quyết số 1686/NQ-UBTVQH15 của Ủy ban Thường vụ Quốc hội trên cơ sở sáp nhập toàn bộ diện tích tự nhiên và quy mô dân số của các xã, phường sau từng thuộc thành phố Thanh Hóa:
- 3 phường: Rừng Thông, Đông Thịnh, Đông Tân
- 5 xã: Đông Hòa, Đông Minh, Đông Hoàng, Đông Khê, Đông Ninh.

Phường này chính thức hoạt động từ ngày 1 tháng 7 năm 2025, là đơn vị hành chính trực thuộc tỉnh Thanh Hóa.

## Hành chính
Phường Đông Sơn có 57 tổ chức tự quản. Dưới đây là danh sách các tổ chức tự quản theo địa giới từng xã, phường cũ:
| Mã    | Tên xã/phường | Hành chính   | Hành chính                                                                                                   |
| Mã    | Tên xã/phường | Số lượng     | Danh sách |
| ----- | ------------- | ------------ | --- |
| 16378 | Rừng Thông    | 9 khu phố    | Cao Sơn, Đông Xuân, Hàm Hạ, Nam Sơn, Nhuệ Sâm, Phượng Lĩnh, Thống Nhất, Toàn Tân, Xuân Lưu                   |
| 16381 | Đông Hoàng    | 6 tổ dân phố | Cẩm Tú, Chùy Lạc Giang, Hoàng Học, Học Thượng, Tâm Binh, Thọ Phật                                            |
| 16384 | Đông Ninh     | 7 tổ dân phố | Hòa Bình, Phù Bình, Phù Chẩn, Thành Huy, Thế Giới, Trường Xuân, Vạn Lộc                                      |
| 16390 | Đông Hòa      | 6 tổ dân phố | Chính Bình, Cựu Tự, Hiền Thư, Phú Minh, Tân Đại, Thượng Hòa                                                  |
| 16399 | Đông Minh     | 6 tổ dân phố | Được đánh số từ 1 đến 6                                                                                      |
| 16408 | Đông Khê      | 9 tổ dân phố | Bắc Giáp, Chợ Rủn, Tam Xuyên, Thạch Khê Thượng, Thạch Khê Tiên, Thanh Oai, Tuyên Hóa, Viên Khê 1, Viên Khê 2 |
| 16414 | Đông Thịnh    | 7 tổ dân phố | Đà Ninh, Đại Từ 1, Đại Từ 2, Đại Từ 3, Đoàn Kết, Ngọc Lậu 1, Ngọc Lậu 2                                      |
| 16432 | Đông Tân      | 7 tổ dân phố | Tân Cộng, Tân Dân, Tân Hạnh, Tân Lê, Tân Lợi, Tân Thọ, Tân Tự                                                |